# قلمرو هیروشیما
قلمروی هیروشیما (به ژاپنی: 広島藩 Hiroshima-han) یا قلمرو آکی یا قلمرو گیشو یک هان در ژاپنِ دورهٔ ادو بود. این هان با ولایت آکی و قسمتی از ولایت بینگو (معادل امروزی: استان هیروشیما) در ژاپن مرتبط بود.